# أنتيباستو
المقبلات الإيطالية أو الأنتِبَستة (بالإيطالية: Antipasto)‏ (نقحرة: أنتيباستو، أي قبل الطعام) هي وجبة إيطالية تقليدية تأكل قبل البدء بتناول الطعام. المقبلات التقليدية تحتوي شرائح اللحم والزيتون ومخللات وأنشوفة والخرشوف وفطر وأنواع مختلفة من الأجبان، كما يحتوي أيضا على اللحم والخضار المخللة بالزيت أو الخل.